# Old Xian
Old Xian (Old先) es un artista chino y creador de manhuas radicado en Hangzhou, China. Se graduó en la Central Academy of Fine Arts (CAFA) en 2013. En 2012 publicó «The Specific Heat Capacity of Love» así como «Xiao Chou Dan Ni (aka Joker Danny)». Por este último trabajo fue galardonado con el Premio Tezuka y el Premio Dragón Dorado. También ha creado «Mosspaca Advertising Department», en colaboración con su colega Tan Jiu. Es reconocido por su manhua 19 Days. En sus trabajos suele dibujarse a sí mismo como hombre y utiliza pronombres masculinos, como puede observarse en su perfil de Weibo.